# Anaglyptus niponensis
Anaglyptus niponensis là một loài bọ cánh cứng trong họ Cerambycidae.